# Ctenosaura similis
Ctenosaura similis — представник роду Ctenosaura з родини Ігуанових. Має 2 підвиди. Інші назви «чорна шипохвоста ігуана» та «шипохвоста центральноамериканська ігуана», «чорна ігуана».

## Опис
Загальна довжина сягає 1,5 м. Спостерігається статевий диморфізм — самці значно більше за самок. У самців розвинений високий спинний гребінь. Голова масивна, дещо витягнута та сплощена. Тулуб кремезний, хвіст довгий та потужний.
Молоді ігуани мають зелений колір шкіри з тонкими поперечними чорними або сірими смужками. Забарвлення дорослих особин сріблясто-сіре, сіре або блакитнувате з крапочками червоного або темно-помаранчевого кольору. Багато дорослих, особливо самці, мають чорні широкі смуги з боків.

## Спосіб життя
Полюбляє скелясту, лісисту та чагарникову місцину. Веде напівдеревний спосіб життя. Активна вдень. Це досить моторна ящірка, може розвинути швидкість до 35 км на годину. Харчується безхребетними, яйцями, дрібними ящірками, фруктами й соковитим листям.
Це яйцекладна ящірка. Статева зрілість настає у 3 роки. Самиця відкладає до 30 яєць.

## Розповсюдження
Мешкає на півдні Мексики, у Нікарагуа, Гватемалі, Сальвадорі, Гондурасі, Белізі, Коста-Риці, Панамі і на деяких навколишніх островах.

## Підвиди
- Ctenosaura similis similis
- Ctenosaura similis multipunctata